# Rue de la Haie-Coq
La rue de la Haie-Coq est une voie s'étendant de la porte d'Aubervilliers dans le 19e arrondissement de Paris à la commune d'Aubervilliers en France.

## Situation et accès

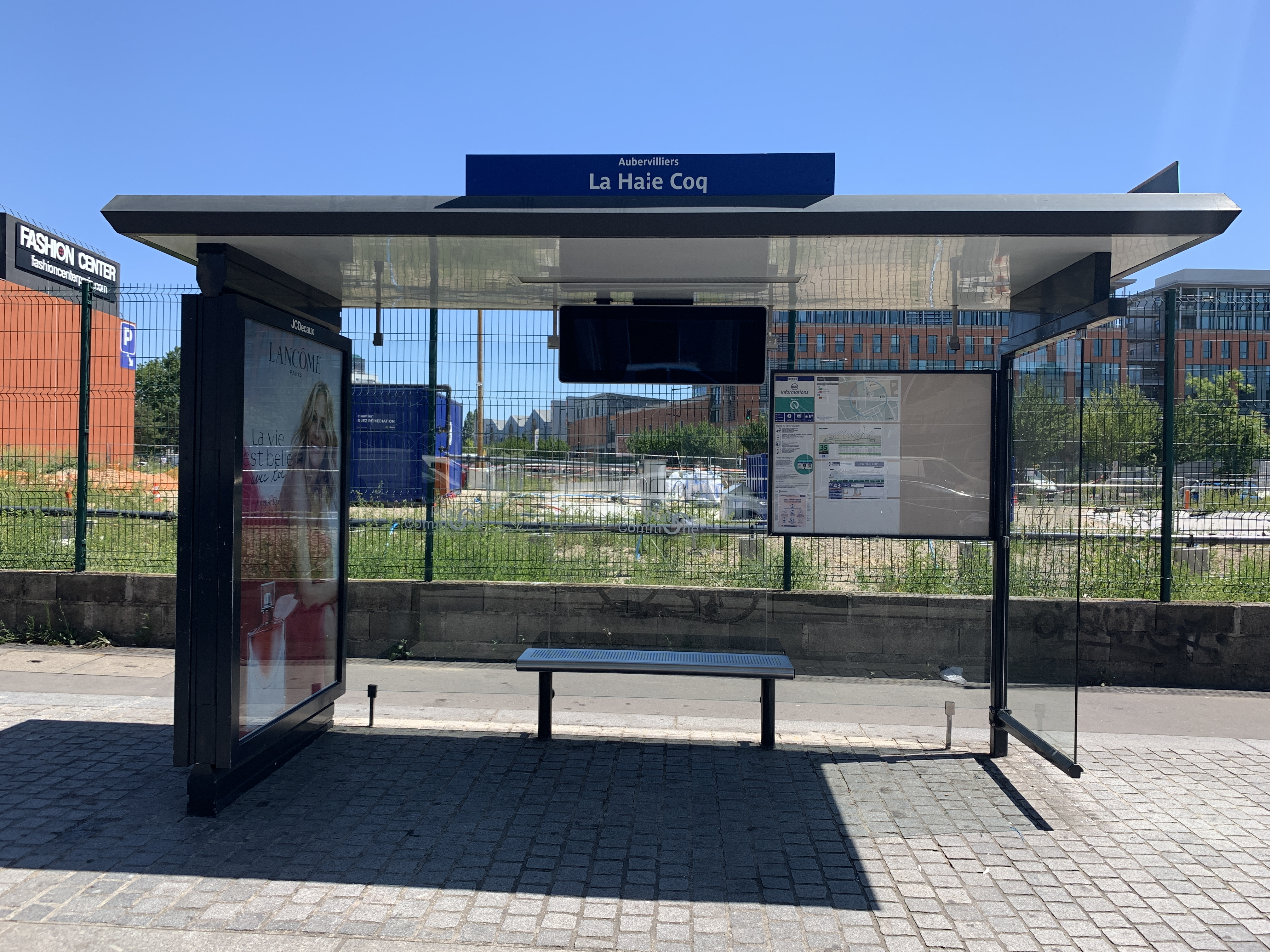
Arrêt d'autobus bus Haie Coq Aubervilliers, lignes 35 et 43.

Cette voie est composée en deux segments orientés sud-nord :
- l'un, à l'ouest, part de l'avenue Victor-Hugo (route nationale 301), croise la rue des Gardinoux et la rue du Pilier, et rejoint le canal Saint-Denis au niveau de la rue de Saint-Gobain;
- l'autre, à l'est, se trouve dans le prolongement de la rue Madeleine-Vionnet, qu'elle rencontre au niveau du bassin d'Aubervilliers du canal Saint-Denis.

La rue de la Haie-Coq est desservie à quelque distance par la ligne de métro 7 et la ligne 3b du tramway d'Île-de-France à la station Porte de la Villette.

## Origine du nom
Le nom de cette voie rappelle un ancien lieu-dit. 

## Historique

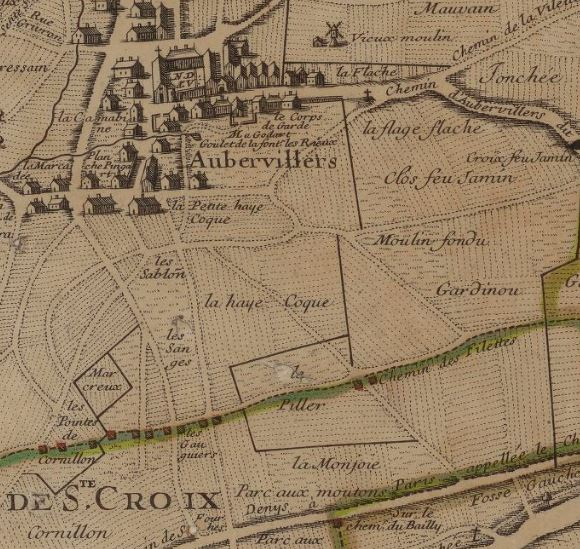
Haye-Coque et petite Haye-Coque sur le plan de Charles Inselin en 1707.

Ancienne voie de la commune d'Aubervilliers reprenant le tracé moyenâgeux du chemin d'Aubervilliers à Paris, elle est annexée en partie par la ville de Paris par décret du 27 juillet 1930. Elle est située directement au niveau de la porte d'Aubervilliers.
Avec la construction en 1841, rue des Gardinoux, d'un abattoir à chevaux de la ville de Paris, s'ouvrent progressivement autour de la rue de la Haie-Coq des fabriques de colles et de gélatine, d'engrais, etc. Ce quartier devient le point de départ de l'industrie chimique de la Plaine-Saint-Denis.
À la fin du XIXe siècle, le bassin d'Aubervilliers est agrandi et on aménage le port de la Haie-Coq, relié au réseau ferré national ainsi qu'à l'infrastructure portuaire.

Le 30 janvier 1918, durant la première Guerre mondiale, une bombe lancée d'un avion allemand explose au no 10 rue de la Haie-Coq

Le 24 mars 1918, un obus lancé par la Grosse Bertha explose au no 50 rue de la Haie-Coq. Le 5 août 1918, un autre obus tombe sur l'usine chimique Tancrède située dans la rue.

## Bâtiments remarquables et lieux de mémoire
- Elle rencontrait la croix Feu Jamin au niveau de la rue de la Gare[7].
- L'acteur Firmin Gémier est né au no 13 de cette rue, en 1869[8].
- Avec l'avenue Victor-Hugo (N301) et la rue des Gardinoux, elle forme le « triangle d’or » ou « triangle des grossistes », le quartier des commerçants de gros dans le secteur textile, regroupant plus de 1 300 entreprises[9],[10].
- Au no 70 a été construit un blockhaus allemand pendant la Seconde Guerre mondiale, répertorié par la Sous-commission de Classement des Ouvrages de l'Intérieur Construits pendant les Hostilités (SCOICH)[11].